# 유치원에 간 사나이
《유치원에 간 사나이》(영어: Kindergarten Cop)는 1990년 개봉한 미국의 액션 코미디 영화이다.

## 줄거리
로스앤젤레스 경찰국(LAPD) 강력계 형사 존 킴블(아널드 슈워제네거 분)은 마약밀매업자 컬런 크리스프(리처드 타이슨 분)를 체포해 유치장에 보낸다. 크리스프는 전 아내 레이철이 자신의 돈을 훔쳐갔다고 주장한다.
경찰은 레이철의 행방을 찾고 법정에서 크리스프에게 불리한 증언을 한다면 기소에서 면제해주겠다고 제안하기 위해 킴블과 피비 오하라 형사(패멀라 리드 분)를 애스토리아로 파견한다. 피비는 교사로 위장하고 크리스프와 레이철의 아들이 다닌다는 유치원에 취직하는 임무를 맡는다.
그런데 피비가 장염으로 앓아눕는 바람에 범죄 세계에서도 거칠기로 소문난 킴블이 대신 유치원 교사 역을 맡게 된다. 처음엔 어쩔 줄 몰라 화내고 소리만 지르던 킴블이지만 아이들과 사귀면서 정을 느끼고 경찰 학교의 수업 방식을 적용해 독특한 지도법을 개발하여 슐라우스키 원장(린다 헌트 분)으로부터도 인정을 받는다. 회복한 피비는 킴블의 여동생으로 가장해 킴블의 수사를 보조한다. 킴블은 학생인 도미닉(크리스천 커즌스, 조지프 커즌스 분)의 어머니이자 동료 교사인 조이스 팔미에리(퍼넬러피 앤 밀러 분)에게 특별한 감정을 느끼게 된다.
차츰 유치원 생활에 익숙해진 킴블은 조이스가 바로 레이철이며 도미닉은 레이철과 크리스프의 아들 컬런 크리스프 주니어임을 확신하게 된다. 그 무렵 크리스프의 어머니이자 공범인 엘리너가 결정적인 증인을 살해하면서 크리스프가 풀려난다.
크리스프는 도미닉을 찾으려고 엘리너와 함께 유치원으로 찾아온 뒤 주의를 돌릴 생각에서 불을 지르고 아이들이 대피하는 와중에 도미닉을 납치한다. 그러나 킴블의 애완 페럿이 활약해 도미닉은 도망치고, 킴블이 크리스프를 쏘아 죽인다. 엘리너는 끝까지 저항하며 킴블을 위협하지만 피비가 야구 방망이로 때려눕힌다. 한편 조이스가 돈을 훔쳤다는 크리스프의 주장은 거짓으로 드러난다.
피비는 LAPD로 복귀하지만, 킴블은 경찰을 사직하고 애스토리아에 남아 유치원 교사로 정식 취직하고 조이스와 맺어진다.

## 출연
- 아널드 슈워제네거 - 존 킴블 형사 역
- 퍼넬러피 앤 밀러 - 조이스 팔미에리 / 레이철 마이엇 크리스프 역
- 패멀라 리드 - 피비 오하라 형사 역
- 린다 헌트 - 슐라우스키 양 역
- 리처드 타이슨 - 컬런 크리스프
- 캐럴 베이커 - 엘리너 크리스프 역
- 캐시 모리아티 - 질리언 역
- 크리스천 커즌스, 조지프 커즌스 - 도미닉 팔미에리 / 컬런 크리스프 주니어 역
- 제인 브룩 - 잭의 어머니 역
- 하이디 스웨드버그 - 조슈아의 어머니 역
- 리처드 포트노 - 샐러자 경감 역
- 앤절라 배싯 - 승무원 역
- 미코 휴스 - 조지프 역
- 벤저민 디스킨 - 실베스터 역
- 애덤 와일리 - 래리 역
- 로스 맬린저 - 하비 역
- 오뎃 유스트먼 - 로자 역

## 시청 등급
- 대한민국: 15세 관람가
- 미국: PG-13

## 속편
서사상 이어지지 않으며 돌프 룬드그렌이 주연한 속편 《유치원에 간 사나이 2》(en:Kindergarten Cop 2)가 2016년 DVD로 출시되었다.

## 우리말 녹음
SBS 성우진 (1996년 1월 1일)
- 이정구 - 존 킴블 (아널드 슈워제네거)
- 강희선 - 조이스 팔미에리 (퍼넬러피 앤 밀러)
- 손정아 - 피비 오하라 (패멀라 리드)
- 나수란 - 슐라우스키 원장 선생님 (린다 헌트)
- 이윤연 - 컬런 크리스프 (리처드 타이슨)
- 최옥희 - 엘리너 크리스프 (캐럴 베이커)
- 김태연 - 샐러자 반장 (리처드 포트노)
- 김민
- 기경옥
- 강미형
- 정동열
- 이선호
- 이종혁
- 성유진
- 손원일
- 김혜미
- 박규웅
- 김희선